# Chích lá Sulawesi
Chích lá Sulawesi (danh pháp hai phần: Phylloscopus sarasinorum) là một loài chích lá thuộc chi Chích lá, họ Chích lá. Loài này chỉ phân bố ở Indonesia.